# 郴州职业技术学院
郴州职业技术学院（英語：ChenZhou Vocational Technical College）是位于是位于中华人民共和国湖南省郴州市的一所公立高等专科院校，是经教育部批准，湖南省教育厅主管的公办全日制普通高等院校。

## 学校历史
郴州职业技术学院前身是郴州机械电力工程学校、郴州市商业学校和郴州经济职工中专，由该三所学校于2001年经教育部批准合并建立
2005年，郴州市建筑学校、郴州文艺职业中等专业学校并入郴州职业技术学院。
2012年，获批为湖南省示范性（骨干）高职院校。

## 办学规模
截止至2023年11月，学院共有6个二级学院共计23个专业 
| 二级学院         | 专业                 | 学制 |
| ---------------- | -------------------- | ---- |
| 财政经济学院     | 大数据与会计         | 三年 |
| 财政经济学院     | 大数据与财务管理     | 三年 |
| 财政经济学院     | 财税大数据应用       | 三年 |
| 建筑工程学院     | 建筑工程技术         | 三年 |
| 建筑工程学院     | 建筑装饰工程技术     | 三年 |
| 建筑工程学院     | 工程造价             | 三年 |
| 现代装备制造学院 | 工业机器人技术       | 三年 |
| 现代装备制造学院 | 机电一体化技术       | 三年 |
| 现代装备制造学院 | 模具设计及制造       | 三年 |
| 现代装备制造学院 | 数控技术             | 三年 |
| 新能源学院       | 汽车检测与维修技术   | 三年 |
| 新能源学院       | 新能源汽车技术       | 三年 |
| 新能源学院       | 风力发电工程技术     | 三年 |
| 信息工程学院     | 计算机技术应用       | 三年 |
| 信息工程学院     | 软件技术             | 三年 |
| 信息工程学院     | 数字媒体技术         | 三年 |
| 信息工程学院     | 物联网应用技术       | 三年 |
| 信息工程学院     | 大数据技术           | 三年 |
| 商贸旅游学院     | 酒店管理与数字化运营 | 三年 |
| 商贸旅游学院     | 旅游管理             | 三年 |
| 商贸旅游学院     | 市场营销             | 三年 |
| 商贸旅游学院     | 现代物流管理         | 三年 |
| 商贸旅游学院     | 电子商务             | 三年 |

## 文化
- 校训：厚德、笃学、重能、砺行
- 校歌：《郴州职业技术学院校歌》